# Kamskij (rejon afanasjewski)
Kamskij (ros. Камский) – osiedle w Rosji, w obwodzie kirowskim, w rejonie afanasjewskim. W 2010 liczyło 377 mieszkańców.